# Förvaltningsområdet för samiska

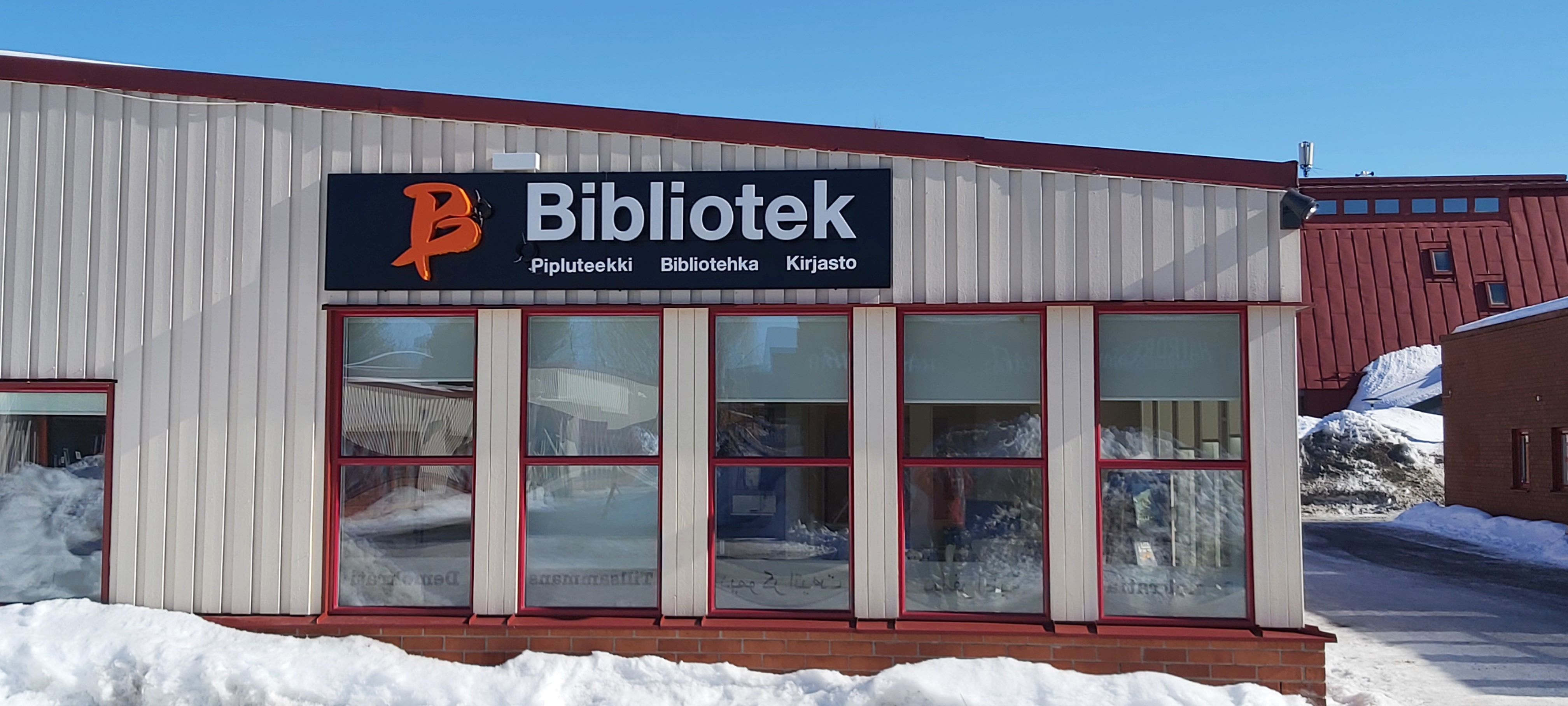
Luleå kommun ingår i förvaltningsområdet för samiska vilket syns på detta bibliotek.

Förvaltningsområdet för samiska omfattar ett antal svenska kommuner med av staten fastställda språkrättigheter för talare av samiska språk.
Förvaltningsområdet för samiska omfattar 26 kommuner i Norrbottens, Västerbottens, Jämtlands, Stockholms och Dalarnas län. Kommunen Stockholm blev samtidigt som Vindeln och Örnsköldsvik en del av förvaltningsområdet för samiska under februari 2019. Den senaste kommunen att ingå i området är Piteå, från januari 2024.
Att kommuner ingår i ett förvaltningsområde för samiska, finska eller meänkieli innebär att den minoriteten har förstärkt skydd i språkavseende enligt lagen om nationella minoriteter och minoritetsspråk (2009:724). Bland annat ska kommunen erbjuda förskola och äldreomsorg helt eller delvis på minoritetsspråket. En medborgare i kommunen ska också kunna använda sitt språk i kontakter med kommun och statliga myndigheter. Statsbidrag utgår för att täcka merkostnader för denna utvidgade service.
Utvidgning av förvaltningsområdena sker genom regeringsbeslut efter ansökan från en kommun att ingå i ett område.

## Kommuner ingående i förvaltningsområdet

### Norrbottens län
Förvaltningskommunerna i Norrbottens län ligger inom det umesamiska, pitesamiska, lulesamiska och nordsamiska språkområdet.
- Kiruna kommun från 2010[3]
- Gällivare kommun från 2010
- Jokkmokks kommun från 2010
- Arjeplogs kommun från 2010
- Arvidsjaurs kommun från 2010
- Luleå kommun från 2018[4]

2024 ställde sig kommunstyrelsen i Piteå kommun bakom ett förslag om att kommunen ska ingå i förvaltningsområdet för samiska.

### Västerbottens län
Förvaltningskommunerna i Västerbottens län ligger inom det sydsamiska och umesamiska språkområdet.
- Sorsele kommun från 2010
- Malå kommun från 2010
- Storumans kommun från 2010
- Lycksele kommun från 2010
- Umeå kommun från 2010
- Vilhelmina kommun från 2010
- Dorotea kommun från 2012[6]
- Åsele kommun från 2018
- Vindelns kommun från februari 2019
- Skellefteå kommun från 2024[2]

### Jämtlands län
Förvaltningskommunerna i Jämtlands län ligger inom det sydsamiska språkområdet.
- Strömsunds kommun från 2010
- Krokoms kommun från 1 maj 2010[7]
- Åre kommun från 2010
- Östersunds kommun från 2010
- Bergs kommun från 2010
- Härjedalens kommun från 2010

### Västernorrlands län
Förvaltningskommunerna i Västernorrlands län ligger inom det sydsamiska språkområdet.
- Örnsköldsviks kommun från februari 2019
- Sundsvalls kommun från 2018

### Dalarnas län
Älvdalens kommun i Dalarnas län ligger inom det sydsamiska språkområdet.
- Älvdalens kommun från 2010

### Stockholms län
Stockholms kommun i Stockholms län ingår inte i det traditionella samiska språkområdet.
- Stockholms kommun från 1 februari 2019[8]